# 山内昭道
山内 昭道（やまのうち しょうどう／あきみち、1928年(昭和3年)3月2日 - 2005年(平成15年)）は、日本の児童教育者。
東京生まれ。亀戸幼稚園を創設した山内勇仙の子。1948年東京農林専門学校（現・東京農工大学農学部）卒業、農林省農業技術研究所園芸部助手農林技官。1951年同北陸農業試験場農林技官。1957年駒澤大学仏教学部卒業。1960年亀戸幼稚園長（学校法人山内学園）となる。1965年駒沢女子短期大学専任講師、助教授となる。1976年東京家政大学保育科教授。98年定年退任、名誉教授。

## 著書
- 『幼児の科学と心 不思議に思う芽を育てる』教育出版、1978
- 『子どもと共に生きる 母のための仏教保育十二章』全国青少年教化協議会 まりか新書、1980
- 『自然の観察ABC 自然に親しむ12のポイント』すずき出版 ひまわり文庫、1980
- 『幼児の自然教育論』明治図書出版、1981 幼児教育叢書
- 『環境 身近な環境とのかかわりに関する領域』東京書籍、1990 新幼児教育法シリーズ
- 『保育のための自然ウオッチング』フレーベル館 遊びが育つイラスト保育実技シリーズ、1994
- 『幼児からの環境教育 豊かな感性と知性を育てる自然教育』明治図書出版、1994 シリーズ・教育をひらく
- 『子どもと自然とおとなと』鈴木出版、1998
- 『保育《モノ・コトと人》』チャイルド本社、2010

### 共著・指導
- 『小学館幼稚園よいこ百科 13 かずあそび』指導、1975
- 『えほんワークさんすう 幼稚園から小学校へ』多田信作共著 おぼまこと絵 啓林館、1976
- 『小学館幼稚園よいこ百科 6　はなときのふしぎ』指導、1976
- 『じしゃく』指導、山下礼三絵 フレーベルの科学えほん 1976
- 『保育全集 幼稚園/保育園 5　思考力をたかめる』編 小学館、1976
- 『仏教保育365日』上村映雄、松樹素道共編著 ひかりのくに、1977
- 『自然と遊ぶ子どもたち』編著 文化書房博文社、1981 領域別保育シリーズ 自然
- 『子どもの疑問に答えるものしり事典』無着成恭共著 チャイルド本社、1983
- 『自然に親しむキャンプ 幼児から学生まで』石崎韶共編著 不昧堂出版、1983
- 『幼児と保育/領域別活動資料3 自然 自然遊び』編著 小学館、1984
- 『園外保育ガイド 環境にかかわる力を育てるために』編 フレーベル館、1988
- 『環境とかかわる子どもたち』幼児の自然教育研究会共編著 文化書房博文社、1993 領域別保育シリーズ
- 『身近な野草100 野の花へのいざない』共著 東京家政大学出版部、1995
- 『子どもと環境 自然・社会とかかわる子どもたち』幼児の自然教育研究会共編著 文化書房博文社、2000
- 『領域環境  新・幼稚園教育要領準拠』第2版 八並勝正共編 同文書院、2000